# Canal de Tourcoing
Het Canal de Tourcoing is het enige bevaarbare kanaal in de Franse stad Tourcoing. Het is gegraven in de 19e eeuw ten tijde van de industrialisatie van de stad. Het is een zijarm van Canal de Roubaix, dat de Deule met de Schelde verbindt. In 2008 is het kanaal ten dele heropend voor de pleziervaart.